# Pfarrkirche Seewalchen am Attersee

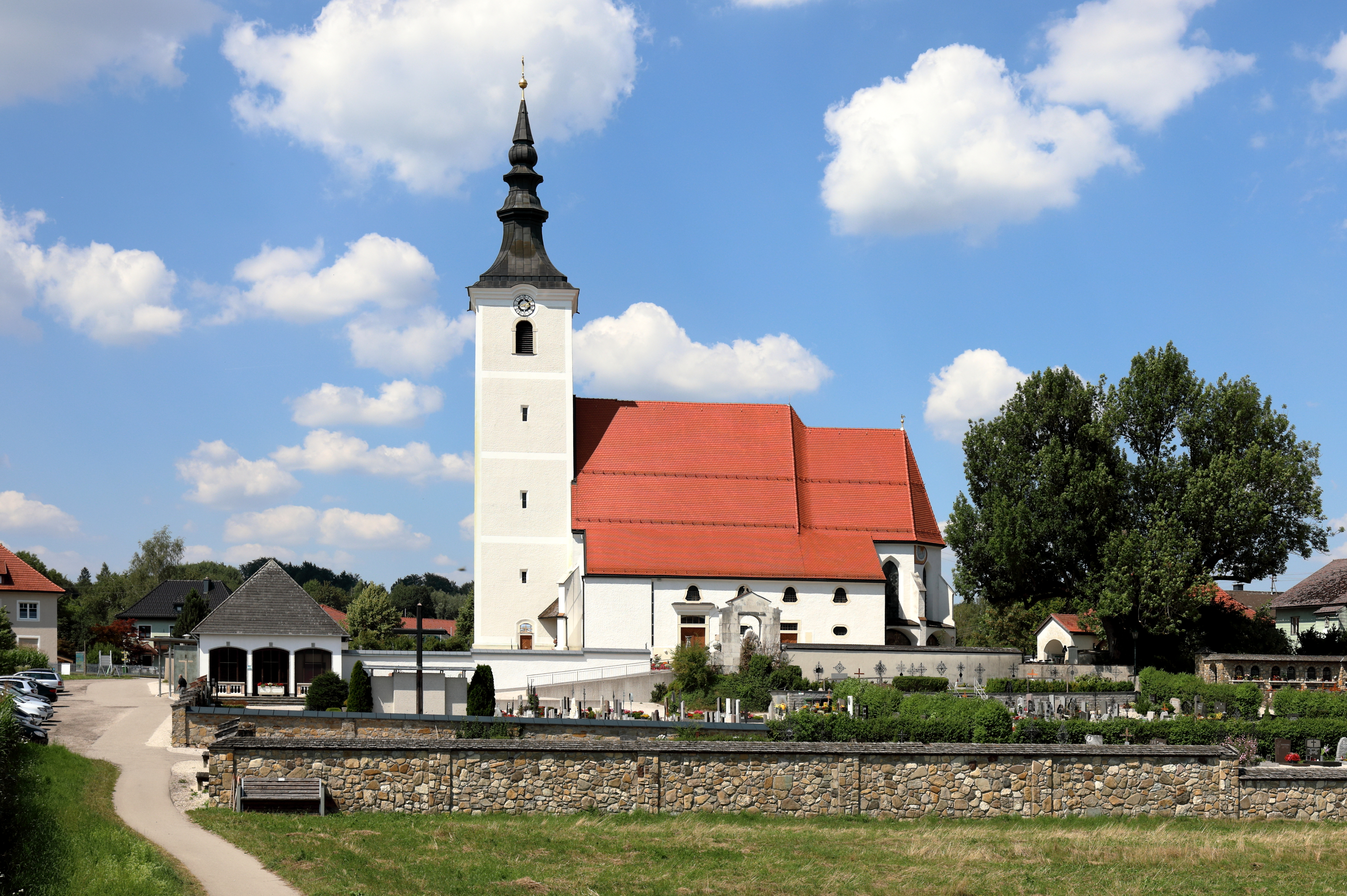
Südansicht der von einem Friedhof umgebenen Pfarrkirche

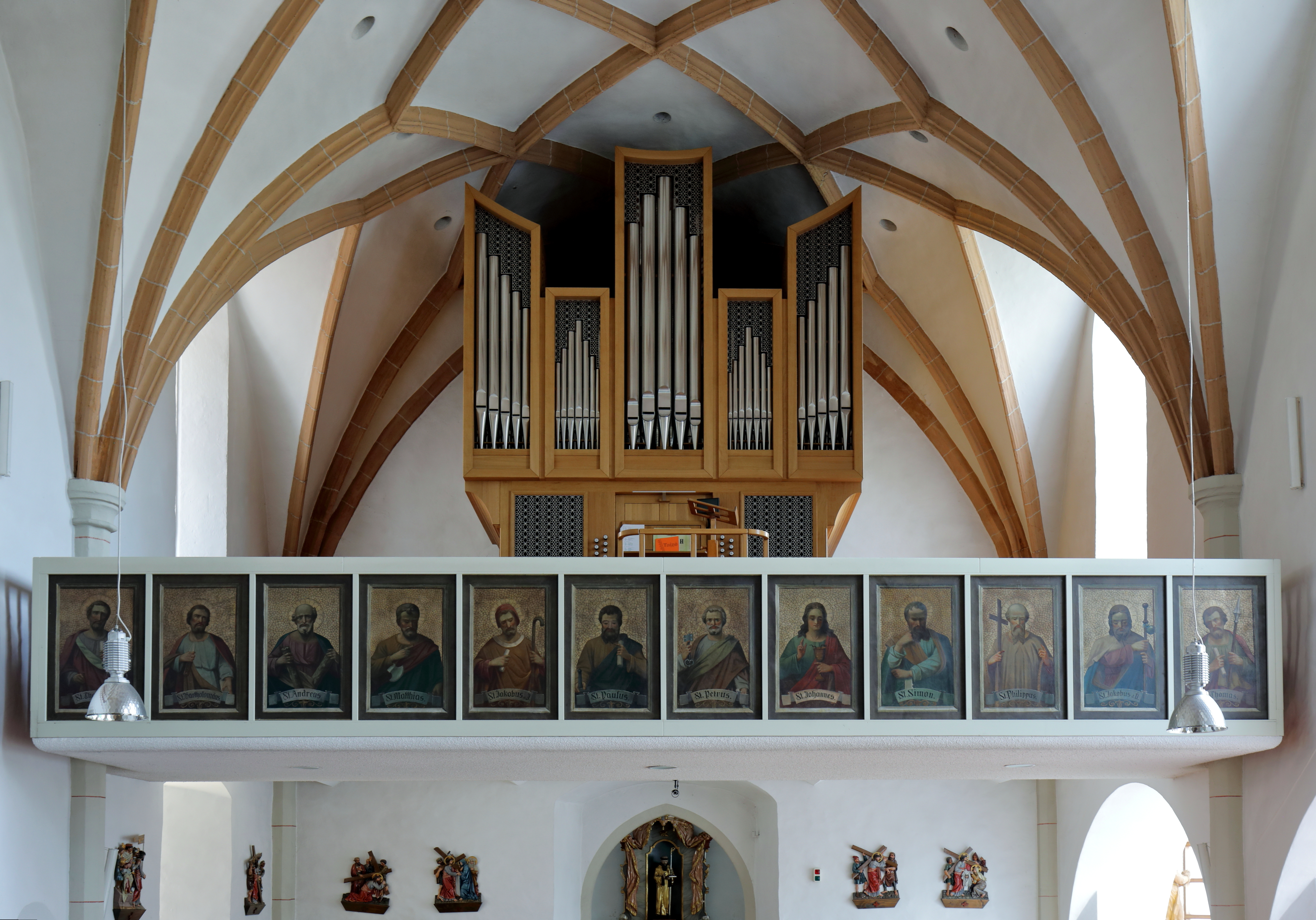
Die Orgelempore mit den Apostelbildnissen und der neuen Orgel

Die römisch-katholische Pfarrkirche Seewalchen am Attersee steht in der Gemeinde Seewalchen am Attersee im Bezirk Vöcklabruck in Oberösterreich. Sie ist dem heiligen Jakobus des Älteren geweiht und gehört zum Seelsorgeraum Schörfling im Dekanat Schörfling. Die unter Denkmalschutz stehende Kirche wurde in der Mitte des 15. Jahrhunderts errichtet. Sie ist von einem Friedhof umgeben, indem sich ostseitig eine unter Naturschutz stehende Friedhofsesche befindet. 

## Geschichte
Das Pfarrgebiet von Seewalchen am Attersee war eine Siedlung in der Römerzeit. Möglicherweise war schon um das 3. bis 4. Jahrhundert n. Chr. der christliche Glaube dort vertreten. 
Das Patrozinium des Jakobus des Älteren lässt die Weihe einer Kirche bereits im 9. oder 10. Jahrhundert vermuten. 1135 wurde die Pfarrkirche zum Heiligen Jakobus erstmals urkundlich erwähnt: In dem Jahr tauschte Bischof Reginbert von Passau mit den Benediktinern des Klosters Michaelbeuern den Zehenten dieser Pfarre Sewalhin gegen zwei Höfe in Deutschbach an der Pielach. 
Papst Gregor IX. bestätigte 1232 der Abtei den Besitz dieser Pfarre. Im Jahr 1427 wurde in Seewalchen eine Kirche geweiht. 
Von 1439 bis 1486 wurde an einer neuen gotischen Pfarrkirche gebaut, die 1476 durch Weihbischof Albert Schönhofer eingeweiht wurde. 1727 wurde die Kirche einer gründlichen Renovierung unterzogen. 1852 erfolgte ein Anbau zwischen Südportal Vorhalle und Sakristei. 1862 wurde der Turmhelm samt Turmkreuz renoviert. 1885 wurde die Pfarrkirche im neugotischen Stil restauriert. 1899 wurde der Turmhelm renoviert und durch eine neue vier Meter hohe Pyramide ersetzt.
1913 wurden Bildnisse der zwölf Apostel an der Empore angebracht. Im Zuge der Kriegshandlungen 1944 wurde das Kupferdach des Turmes abgenommen und durch ein Eisenblech ersetzt. 1954 fand eine Restaurierung des Innenraums statt, wobei auch zwei Seitenaltäre (hl. Scholastika und hl. Benedikt) angekauft wurden. 
Bereits 1970 wurden erste Pläne für einen Umbau der Kirche unter Pfarrer König begonnen. Als erster Schritt wurde 1976 die Außenfassade renoviert. 
1993 wurde ein Architektenwettbewerb zur Erweiterung der Kirche durchgeführt. Von 1998 bis 2000 wurde die Pfarrkirche Seewalchen erweitert, umgebaut und komplett renoviert. Am 22. Juli 2001 erfolgte die Weihe mit Turmkreuzsteckung.
Im Jahr 2012 erhielt die Kirche eine neue Orgel mit 26 Registern, die Orgelbau Pirchner 2012 fertigte und am 16. Juni 2013 geweiht wurde.

## Sehenswertes

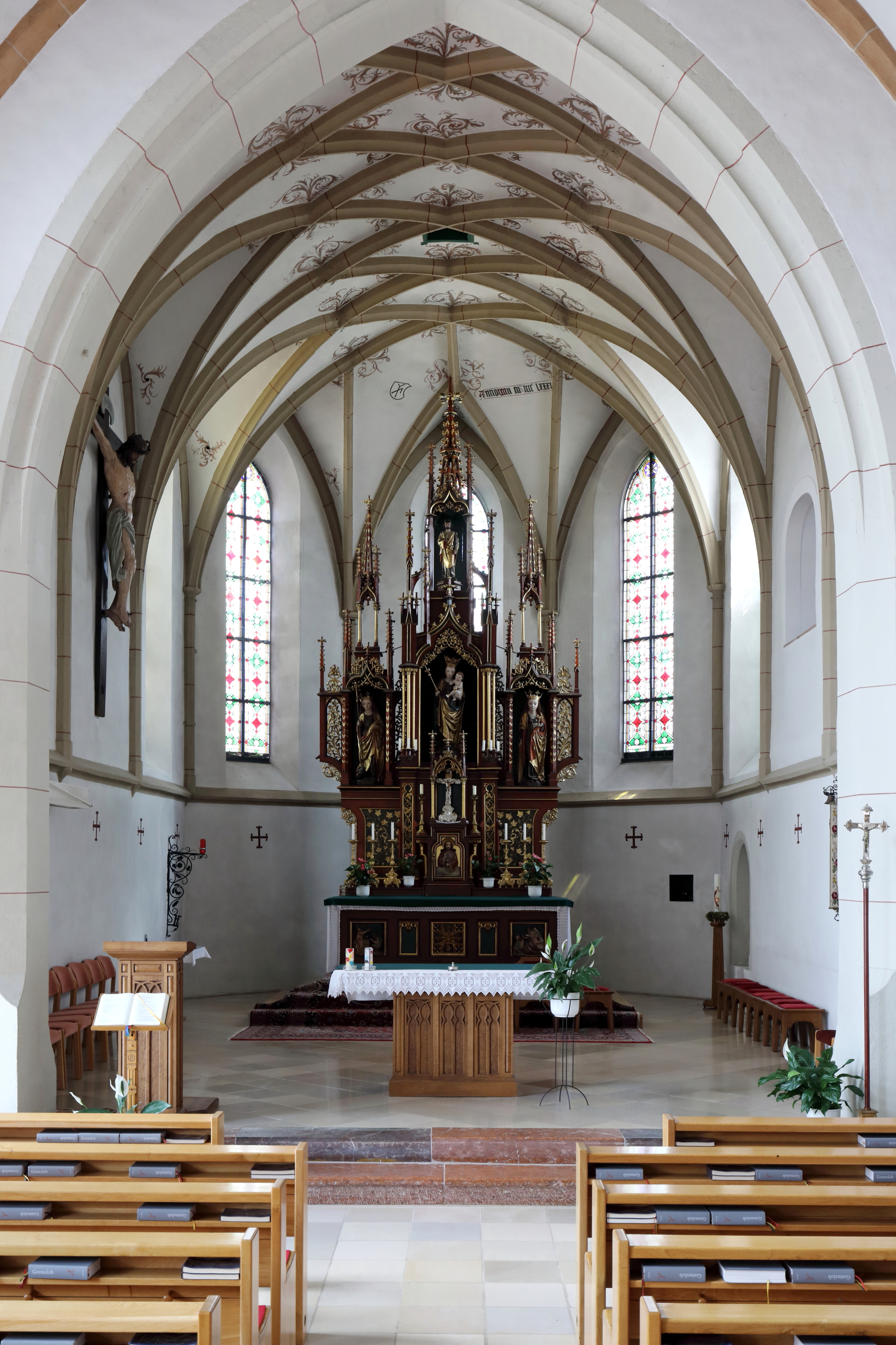
Chorraum mit den 1954 freigelegten spätgotischen Fresken im Gewölbe

Das einschiffige dreijochige Langhaus und der Chor sind mit einem Netzrippengewölbe versehen.
Im Chorgewölbe befinden sich spätgotische ornamentale Fresken, die 1954 freigelegt wurden.
Im neugotischen Hochaltar befinden sich spätgotische Holzfiguren aus den Jahren 1470–1480. Die Figuren zeigen im Zentrum Maria mit Kind, links die hl. Margarethe und rechts die hl. Barbara.

## Quelle
- Auszug aus der Seewalchner Kirchenchronik